# Campionat del Món de persecució individual masculí
El Campionat del món de persecució individual masculina és el campionat del món de Persecució individual organitzat anualment per l'UCI, dins els Campionats del Món de Ciclisme en pista.
Des de 1946, es disputaven una modalitat amateur i una de professional. L'any 1993 es van unir en la modelitat "open". En la modalitat amateur no es van disputar les edicions dels anys 1972, 1976, 1980, 1984, 1988 i 1992 que coincidia amb els Jocs Olímpics. Així el campió olímpic tenia el dret de portar el mallot irisat de Campió del món.

## Pòdiums dels Guanyadors

### Persecució individual amateur (1946-1992)
| Proves | Or                                       | Plata                                    | Bronze                                   |
| 1946   | Roger Rioland (FRA)                      | Borge Gissel (DEN)                       | Harald Janemar (SWE)                     |
| 1947   | Arnaldo Benfenati (ITA)                  | Attilio François (URU)                   | Knud Andersen (DEN)                      |
| 1948   | Guido Messina (ITA)                      | Jacques Dupont (FRA)                     | Charles Coste (FRA)                      |
| 1949   | Knud Andersen (DEN)                      | Cyril Cartwright (GBR)                   | Aldo Gandini (ITA)                       |
| 1950   | Sydney Patterson (AUS)                   | Aldo Gandini (ITA)                       | Guido Messina (ITA)                      |
| 1951   | Mino De Rossi (ITA)                      | Raphaël Glorieux (BEL)                   | Guido Messina (ITA)                      |
| 1952   | Piet van Heusden (NED)                   | Mino De Rossi (ITA)                      | Loris Campana (ITA)                      |
| 1953   | Guido Messina (ITA)                      | Loris Campana (ITA)                      | Daniel De Groot (NED)                    |
| 1954   | Leandro Faggin (ITA)                     | Peter Broterthon (GBR)                   | Norman Sheil (GBR)                       |
| 1955   | Norman Sheil (GBR)                       | Peter Broterthon (GBR)                   | Leandro Faggin (ITA)                     |
| 1956   | Ercole Baldini (ITA)                     | Leandro Faggin (ITA)                     | John Geddes (GBR)                        |
| 1957   | Carlo Simonigh (ITA)                     | Franco Gandini (ITA)                     | Albertus Geldermans (NED)                |
| 1958   | Norman Sheil (GBR)                       | Philippe Gaudrillet (FRA)                | Carlo Simonigh (ITA)                     |
| 1959   | Rudi Altig (RFA)                         | Mario Vallotto (ITA)                     | Willy Trepp (SUI)                        |
| 1960   | Marcel Delattre (FRA)                    | Henk Nijdam (NED)                        | Siegfried Köhler (RDA)                   |
| 1961   | Henk Nijdam (NED)                        | Jacob Oudkerk (NED)                      | Marcel Delattre (FRA)                    |
| 1962   | Kaj Erik Jensen (DEN)                    | Herman Van Loo (BEL)                     | Jacob Oudkerk (NED)                      |
| 1963   | Jean Walschaerts (BEL)                   | Stanislav Moskvin (URS)                  | Hugh Porter (GBR)                        |
| 1964   | Tiemen Groen (NED)                       | Herman Van Loo (BEL)                     | Jiří Daler (TCH)                         |
| 1965   | Tiemen Groen (NED)                       | Stanislav Moskvin (URS)                  | Preben Isaksson (DEN)                    |
| 1966   | Tiemen Groen (NED)                       | Jiří Daler (TCH)                         | Giorgio Ursi (ITA)                       |
| 1967   | Gert Bongers (NED)                       | Mogens Frey (DEN)                        | Jiří Daler (TCH)                         |
| 1968   | Mogens Frey (DEN)                        | Xaver Kurmann (SUI)                      | Lorenzo Bosisio (ITA)                    |
| 1969   | Xaver Kurmann (SUI)                      | Bernard Darmet (FRA)                     | Daniel Rebillard (FRA)                   |
| 1970   | Xaver Kurmann (SUI)                      | Ian Hallam (GBR)                         | Viktor Bykov (URS)                       |
| 1971   | Martín Rodríguez (COL)                   | Josef Fuchs (SUI)                        | Giacomo Bazzan (ITA)                     |
| 1972   | No disputat per culpa dels Jocs Olímpics | No disputat per culpa dels Jocs Olímpics | No disputat per culpa dels Jocs Olímpics |
| 1973   | Knut Knudsen (NOR)                       | Herman Ponsteen (NED)                    | Ruppert Kratzer (RFA)                    |
| 1974   | Hans Lutz (RDA)                          | Orfeo Pizzoferrato (ITA)                 | Thomas Huschke (RDA)                     |
| 1975   | Thomas Huschke (RDA)                     | Vladimir Osokin (URS)                    | Orfeo Pizzoferrato (ITA)                 |
| 1976   | No disputat per culpa dels Jocs Olímpics | No disputat per culpa dels Jocs Olímpics | No disputat per culpa dels Jocs Olímpics |
| 1977   | Norbert Dürpisch (RDA)                   | Uwe Unterwalder (RDA)                    | Daniel Gisiger (SUI)                     |
| 1978   | Detlef Macha (RDA)                       | Norbert Dürpisch (RDA)                   | Uwe Unterwalder (RDA)                    |
| 1979   | Nikolaï Makarov (URS)                    | Maurizio Bidinost (ITA)                  | Alain Bondue (FRA)                       |
| 1980   | No disputat per culpa dels Jocs Olímpics | No disputat per culpa dels Jocs Olímpics | No disputat per culpa dels Jocs Olímpics |
| 1981   | Detlef Macha (RDA)                       | Dainis Liepinch (URS)                    | Maurizio Bidinost (ITA)                  |
| 1982   | Detlef Macha (RDA)                       | Rolf Gölz (RFA)                          | Mario Hernig (RDA)                       |
| 1983   | Viktor Kupovets (URS)                    | Bernd Dittert (RDA)                      | Dainis Liepinch (URS)                    |
| 1984   | No disputat per culpa dels Jocs Olímpics | No disputat per culpa dels Jocs Olímpics | No disputat per culpa dels Jocs Olímpics |
| 1985   | Viatxeslav Iekímov (URS)                 | Gintautas Umaras (URS)                   | Roland Günther (RFA)                     |
| 1986   | Viatxeslav Iekímov (URS)                 | Gintautas Umaras (URS)                   | Dean Woods (AUS)                         |
| 1987   | Gintautas Umaras (URS)                   | Viatxeslav Iekímov (URS)                 | Arturas Kasputis (URS)                   |
| 1988   | No disputat per culpa dels Jocs Olímpics | No disputat per culpa dels Jocs Olímpics | No disputat per culpa dels Jocs Olímpics |
| 1989   | Viatxeslav Iekímov (URS)                 | Jens Lehmann (RDA)                       | Steffen Blochwitz (RDA)                  |
| 1990   | Ievgueni Berzin (URS)                    | Valery Baturo (URS)                      | Mike McCarthy (EUA)                      |
| 1991   | Jens Lehmann (GER)                       | Michaël Glockner (GER)                   | Jan-Bo Petersen (DEN)                    |
| 1992   | No disputat per culpa dels Jocs Olímpics | No disputat per culpa dels Jocs Olímpics | No disputat per culpa dels Jocs Olímpics |

### Persecució individual professional (open després de 1993)
| Proves | Or                        | Plata                    | Bronze                       |
| 1946   | Gerrit Peters (NED)       | Roger Piel (FRA)         | Arne-Werner Pedersen (DEN)   |
| 1947   | Fausto Coppi (ITA)        | Antonio Bevilacqua (ITA) | Hugo Koblet (SUI)            |
| 1948   | Gerrit Schulte (NED)      | Fausto Coppi (ITA)       | Antonio Bevilacqua (ITA)     |
| 1949   | Fausto Coppi (ITA)        | Lucien Gillen (LUX)      | Wim van Est (NED)            |
| 1950   | Antonio Bevilacqua (ITA)  | Wim van Est (NED)        | Paul Matteoli (FRA)          |
| 1951   | Antonio Bevilacqua (ITA)  | Hugo Koblet (SUI)        | Kay-Werner Nielsen (DEN)     |
| 1952   | Sydney Patterson (AUS)    | Antonio Bevilacqua (ITA) | Lucien Gillen (LUX)          |
| 1953   | Sydney Patterson (AUS)    | Kay-Werner Nielsen (DEN) | Antonio Bevilacqua (ITA)     |
| 1954   | Guido Messina (ITA)       | Hugo Koblet (SUI)        | Lucien Gillen (LUX)          |
| 1955   | Guido Messina (ITA)       | René Strehler (SUI)      | Wim van Est (NED)            |
| 1956   | Guido Messina (ITA)       | Jacques Anquetil (FRA)   | Kay-Werner Nielsen (DEN)     |
| 1957   | Roger Rivière (FRA)       | Albert Bouvet (FRA)      | Guido Messina (ITA)          |
| 1958   | Roger Rivière (FRA)       | Leandro Faggin (ITA)     | Franco Gandini (ITA)         |
| 1959   | Roger Rivière (FRA)       | Albert Bouvet (FRA)      | Jean Brankart (BEL)          |
| 1960   | Rudi Altig (GER)          | Willy Trepp (SUI)        | Ercole Baldini (ITA)         |
| 1961   | Rudi Altig (GER)          | Willy Trepp (SUI)        | Leandro Faggin (ITA)         |
| 1962   | Henk Nijdam (NED)         | Leandro Faggin (ITA)     | Peter Post (NED)             |
| 1963   | Leandro Faggin (ITA)      | Peter Post (NED)         | Henk Nijdam (NED)            |
| 1964   | Ferdinand Bracke (BEL)    | Leandro Faggin (ITA)     | Ercole Baldini (ITA)         |
| 1965   | Leandro Faggin (ITA)      | Ferdinand Bracke (BEL)   | Dieter Kemper (GER)          |
| 1966   | Leandro Faggin (ITA)      | Ferdinand Bracke (BEL)   | Dieter Kemper (GER)          |
| 1967   | Tiemen Groen (NED)        | Hugh Porter (GBR)        | Leandro Faggin (ITA)         |
| 1968   | Hugh Porter (GBR)         | Ole Ritter (DEN)         | Leandro Faggin (ITA)         |
| 1969   | Ferdinand Bracke (BEL)    | Hugh Porter (GBR)        | Peter Post (NED)             |
| 1970   | Hugh Porter (GBR)         | Lorenzo Bosisio (ITA)    | Charly Grosskost (FRA)       |
| 1971   | Dirk Baert (BEL)          | Charly Grosskost (FRA)   | Hugh Porter (GBR)            |
| 1972   | Hugh Porter (GBR)         | Ferdinand Bracke (BEL)   | Dirk Baert (BEL)             |
| 1973   | Hugh Porter (GBR)         | René Pijnen (NED)        | Ferdinand Bracke (BEL)       |
| 1974   | Roy Schuiten (NED)        | Ferdinand Bracke (BEL)   | René Pijnen (NED)            |
| 1975   | Roy Schuiten (NED)        | Knut Knudsen (NOR)       | Dirk Baert (BEL)             |
| 1976   | Francesco Moser (ITA)     | Roy Schuiten (NED)       | Knut Knudsen (NOR)           |
| 1977   | Gregor Braun (GER)        | Knut Knudsen (NOR)       | Steve Heffernan (GBR)        |
| 1978   | Gregor Braun (GER)        | Roy Schuiten (NED)       | Jean-Luc Vandenbroucke (BEL) |
| 1979   | Bert Oosterbosch (NED)    | Francesco Moser (ITA)    | Herman Ponsteen (NED)        |
| 1980   | Anthony Doyle (GBR)       | Herman Ponsteen (NED)    | Hans-Henrik Ørsted (DEN)     |
| 1981   | Alain Bondue (FRA)        | Hans-Henrik Ørsted (DEN) | Bert Oosterbosch (NED)       |
| 1982   | Alain Bondue (FRA)        | Hans-Henrik Ørsted (DEN) | Maurizio Bidinost (ITA)      |
| 1983   | Steele Bishop (AUS)       | Robert Dill-Bundi (SUI)  | Hans-Henrik Ørsted (DEN)     |
| 1984   | Hans-Henrik Ørsted (DEN)  | Anthony Doyle (GBR)      | Jean-Luc Vandenbroucke (BEL) |
| 1985   | Hans-Henrik Ørsted (DEN)  | Anthony Doyle (GBR)      | Gregor Braun (GER)           |
| 1986   | Anthony Doyle (GBR)       | Hans-Henrik Ørsted (DEN) | Jesper Worre (DEN)           |
| 1987   | Hans-Henrik Ørsted (DEN)  | Jesper Worre (DEN)       | Anthony Doyle (GBR)          |
| 1988   | Lech Piasecki (POL)       | Anthony Doyle (GBR)      | Jesper Worre (DEN)           |
| 1989   | Colin Sturgess (GBR)      | Dean Woods (AUS)         | Régis Clère (FRA)            |
| 1990   | Viatxeslav Iekímov (URS)  | Francis Moreau (FRA)     | Armand de Las Cuevas (FRA)   |
| 1991   | Francis Moreau (FRA)      | Shaun Wallace (GBR)      | Colin Sturgess (GBR)         |
| 1992   | Mike McCarthy (EUA)       | Shaun Wallace (GBR)      | Arturas Kasputis (LTU)       |
| 1993   | Graham Obree (GBR)        | Philippe Ermenault (FRA) | Chris Boardman (GBR)         |
| 1994   | Chris Boardman (GBR)      | Francis Moreau (FRA)     | Jens Lehmann (GER)           |
| 1995   | Graham Obree (GBR)        | Andrea Collinelli (ITA)  | Stuart O'Grady (AUS)         |
| 1996   | Chris Boardman (GBR)      | Andrea Collinelli (ITA)  | Francis Moreau (FRA)         |
| 1997   | Philippe Ermenault (FRA)  | Aleksei Màrkov (RUS)     | Andrea Collinelli (ITA)      |
| 1998   | Philippe Ermenault (FRA)  | Francis Moreau (FRA)     | Robert Bartko (GER)          |
| 1999   | Robert Bartko (GER)       | Jens Lehmann (GER)       | Mauro Trentini (ITA)         |
| 2000   | Jens Lehmann (GER)        | Stefan Steinweg (GER)    | Robert Hayles (GBR)          |
| 2001   | Alexandre Symonenko (UKR) | Jens Lehmann (GER)       | Stefan Steinweg (GER)        |
| 2002   | Bradley McGee (AUS)       | Luke Roberts (AUS)       | Jens Lehmann (GER)           |
| 2003   | Bradley Wiggins (GBR)     | Luke Roberts (AUS)       | Sergi Escobar (ESP)          |
| 2004   | Sergi Escobar (ESP)       | Robert Hayles (GBR)      | Robert Bartko (GER)          |
| 2005   | Robert Bartko (GER)       | Sergi Escobar (ESP)      | Levi Heimans (NED)           |
| 2006   | Robert Bartko (GER)       | Jens Mouris (NED)        | Paul Manning (GBR)           |
| 2007   | Bradley Wiggins (GBR)     | Robert Bartko (GER)      | Sergi Escobar (ESP)          |
| 2008   | Bradley Wiggins (GBR)     | Jenning Huizenga (NED)   | Aleksei Màrkov (RUS)         |
| 2009   | Taylor Phinney (EUA)      | Jack Bobridge (AUS)      | Dominique Cornu (BEL)        |
| 2010   | Taylor Phinney (EUA)      | Jesse Sergent (NZL)      | Jack Bobridge (AUS)          |
| 2011   | Jack Bobridge (AUS)       | Jesse Sergent (NZL)      | Michael Hepburn (AUS)        |
| 2012   | Michael Hepburn (AUS)     | Jack Bobridge (AUS)      | Westley Gough (AUS)          |
| 2013   | Michael Hepburn (AUS)     | Martyn Irvine (IRL)      | Stefan Küng (SUI)            |
| 2014   | Alexander Edmondson (AUS) | Stefan Küng (SUI)        | Marc Ryan (NZL)              |
| 2015   | Stefan Küng (SUI)         | Jack Bobridge (AUS)      | Julien Morice (FRA)          |
| 2016   | Filippo Ganna (ITA)       | Domenic Weinstein (GER)  | Andrew Tennant (GBR)         |
| 2017   | Jordan Kerby (AUS)        | Filippo Ganna (ITA)      | Kelland O'Brien (AUS)        |